# Julia, Du bist zauberhaft
Julia, Du bist zauberhaft («Julia, eres mágica» en alemán) es una película de comedia austriaca de 1962 dirigida por Alfred Weidenmann y protagonizada por Lilli Palmer, Charles Boyer y Jean Sorel. Se basa en la novela Theatre de 1937 de W. Somerset Maugham y la obra de teatro posterior que Guy Bolton y Marc-Gilbert Sauvajon adaptaron de la novela. Se inscribió en el Festival Internacional de Cine de Cannes de 1962.
Los decorados fueron diseñados por el director de arte Leo Metzenbauer. La película se rodó en parte en locación en Londres. Se hizo con el respaldo de la alemana Constantin Film, que produjo varias películas austriacas durante el período.

## Argumento
Julia Lambert es una actriz muy exitosa, aunque ya no muy joven, que trabaja en un teatro de Londres. Su director y esposo, Michael, es devoto de ella, pero la relación se ha vuelto un poco hortera. Tom Fennel, el joven contador del teatro, se enamora de la diva y la corteja, y ella accede a un amorío. Tom es pobre y Julia lo ayuda. Pero es precisamente este comportamiento condescendiente lo que enfría los sentimientos del joven, quien es solo un poco mayor que el hijo de Julia, Roger, y pronto está coqueteando con una joven actriz de teatro, quien lo usa para avanzar su carrera. Julia no está dispuesta a dejarse lucir por una mujer más joven, ni en el escenario ni en su vida amorosa.

## Reparto
- Lilli Palmer como Julia Lambert.
- Charles Boyer como Michael Grosselyn.
- Jean Sorel como Tom Fennel.
- Jeanne Valérie como Avice Crichton.
- Ljuba Welitsch como Dolly de Fries.
- Tilly Lauenstein como Evie, la criada de Julia.
- Charles Régnier como Lord Charles Tamerly.
- Thomas Fritsch como Roger, el hijo de Julia.
- Herbert Fux como Director de escena.
- Hanna Ehrenstrasser como Chica de piernas largas.
- Gustaf Elger como Stevenson, autor.
- Sylvia Lydi como Srta, Philipps, masajista
- Friedrich Neubauer como Sir Edwin, famoso pianista.
- Fritz Puchstein como Edwards, sirviente de los Gosselyn.
- Herta Risawy como Margary, secretaria de Michael.
- Peter Schmidberger como Charly Dexter, compañero de escena de Julia.
- Otto Schmöle como Albert, chofer de los Gosselyn.
- Fritz Weiss como el Sr. Robinson, banquero.

## Recepción
Film-Dienst se refirió a la película como un «Elegante teatro de entretenimiento inspirado en Somerset Maugham, atravesado por una suave ironía; excelentemente interpretada, con diálogos a veces ingeniosos».
Evangelischer Filmbeobachter («Observatorio de cine evangélico») describió a la película como una «Apta crítica social del escritor inglés Maugham, igualmente acertadamente traducida al cine. Sin embargo, solo para adultos exigentes».